# Aleksandra Crnčević
Aleksandra Crnčević, cyr. Александра Црнчевић (ur. 30 maja 1987 w Sremskiej Mitrovicy) – serbska siatkarka, grająca na pozycji przyjmującej.

## Sukcesy klubowe
Puchar Serbii i Czarnogóry:
- 2004, 2005

Mistrzostwo Serbii i Czarnogóry:
- 2006

Puchar Serbii:
- 2007

Mistrzostwo Serbii:
- 2007
- 2008

Mistrzostwo Rumunii:
- 2018
- 2011

Mistrzostwo Azerbejdżanu:
- 2015
- 2016

Mistrzostwo Rosji:
- 2017[4]

Liga Mistrzyń:
- 2018

Mistrzostwo Chin:
- 2019

Klubowe Mistrzostwa Azji:
- 2019

## Nagrody indywidualne
- 2010: MVP ligi greckiej
- 2015: Najlepsza przyjmująca w finale o Mistrzostwo Azerbejdżanu